# Timothy Vail
Timothy Vail (Sacramento, California, 7 de julio de 1972) es un asesino, actualmente en una cárcel de máxima seguridad en California, famoso por haberse fugado de la prisión de Elmira.

## Antecedentes
Nació en Sacramento en 1972, y estuvo muy unido a su padre, que era mecánico, hasta su muerte por causas naturales cuando él tan sólo tenía diez años. Su madre lo trasladó al campo, donde vivió hasta los 16, yéndose a vivir a estudiar a la ciudad bellas artes. Tras acabar sus estudios, tenía la idea de volver con su madre al campo, pero decidió quedarse unas semanas más. Un día, mientras paseaba en frente de un bloque de oficinas, decidió entrar. Al acceder en una de las muchas oficinas, empezó a fisgonear entre varios papeles, hasta que entró la propietaria, que estaba embarazada. Timothy se acercó y no sólo la mató, sino que también la violó. La policía llegó media hora después y fue detenido.
Se le condenó a 30 años de prisión en la cárcel de Elmira, en Nueva York. Tras haber estado viviendo allí 15 años, pensó, en 2003, que debía escapar de allí.

## La fuga
Tras salir por la mañana al patio de la cárcel, se fijó que en la tercera planta había un conducto de ventilación que se encontraba en la Torre F y que lo comunicaba con la Torre de al lado, dónde no había guardias y de donde podía escaparse. Sólo había un problema; su celda se encontraba en la planta más baja.
Conoció a Timothy "Tim" Morgan, que había sido condenado a 35 años de cárcel por haber disparado con una escopeta en toda la cara de un ciudadano y que se alojaba en la 3º planta. Se hicieron muy grandes amigos, y al ser tocayos (comparten mismo nombre) ambos se llamaban cariñosamente "Tim", y hasta Vail le contó su plan a Morgan. Al día siguiente, mientras Vail pintaba, un guardia le preguntó si le gustaría ayudar para decorar la cárcel, ya que se acercaba la Navidad. Él aceptó, ya que estudió Bellas artes antes de que le arrestaran.
Cuando estaba pintando, se fijó en unos tornillos de punta fina que podría emplear para perforar el techo de la cárcel de Morgan, y los cogió. Tras haber pasado por el detector de metales, lo escondió en su maleta. Un día, Timothy Vail le dijo a Timothy Morgan que pidiera que desalojen a su compañero, para que duerman juntos y llevar a cabo la operación de fuga, no se sospechó nada ya que habían traslados de celdas por diferentes motivos y a los funcionarios de prisión al ver que Timothy Vail y Timothy Morgan eran tocayos y muy grandes amigos y también eran presos con un excelente comportamiento, no hubo ningún problema y finalmente se aprobó el traslado. Para llevarse algunos instrumentos para perforar el techo, se ganó la confianza del carpintero de la prisión, al igual que Timothy había hecho con los policías. <<Costaba mucho pensar que "Tim" Vail y "Tim" Morgan quisieran fugarse. Timothy Vail era un gran amigo de los guardias y era muy poco decir que Vail tenía talento para el arte, Vail era muy talentoso para dibujar y para las manualidades, a Vail le encantaba siempre que recibía felicitaciones y halago de los guardias por sus dibujos y sus artes, y tanto Vail como Morgan cumplían todas las obligaciones y respetaban a todo el mundo, esos chicos se comportaban muy bien, no había nada de razones para fijarse mucho en ellos, eran muy reservados e iban a lo suyo, no se metían para nada en líos y siempre evitaban problemas, siempre hacían y cumplían todas las órdenes y lo que se les pedían, tenían carácter y personalidad, podías hablar con ellos y no te parecieran que fuesen unos presidiarios; contestó un guardia y un ex-oficial de la cárcel de Elmira>>.
Mientras trabajaba en la carpintería, observó que había una manivela que no utilizaban, y la cogió para que ocupase la función de martillo. La pasó por el detector y no pitó. Para que el ruido de metal-metal no se oyera, la forró con cinta. Al cabo de cuatro semanas, se toparon con un problema, unas varillas de metal que se colocaron para que el techo no se desplomara. Al día siguiente volvió con unas cuchillas potentes de una sierra abandonada. Ya que era metal y no madera, tuvo que trabajar poco a poco, hasta que se partió. 
Después de volver de la carpintería, Vail logró ver un hueco de luz; quedaba poco para escapar. Mientras, Mogran, que vigilaba, dijo que haría falta algo muy potente para destruir lo que quedaba de techo. Cogieron un mazo y lo golpearon concorde con los fuegos del 4 de julio, el día de la independencia, Vail golpeó con el mazo concorde los estallidos de los fuegos artificiales, hasta que logró abrir el agujero. Forró de plástico los bordes para no rasparse y trazó una ruta a través del conducto de ventilación hasta la otra torre de vigilancia. Después, Morgan ataba las mantas para tirarlas por el muro. Se escaparían cinco días después. 
Durante esos días, Vail creó dos cabezas de porexpan que colocó en la cama imitando a ellos dos dormidos. Morgan cogió una lámpara que unida a muchos cables extensores les permitiría ver en la oscuridad. El 9 de julio salieron.

## La persecución
Tras pasar por el conducto de la ventilación, Morgan y Vail tiraron la soga improvisada por el muro, hasta que tocó el suelo. Entonces, Morgan reveló que padecía vértigo. Para enseñar como se hace, Timothy Vail bajó hasta media cuerda, en la que se resbaló y cayó al suelo, dejando medio cuerpo al descubierto. Le pidió a Morgan que le ayudara, pero el dudó; tras unos instantes, descendió hasta el cuerpo de Vail.
Se había torcido el tobillo y la muñeca izquierda, por lo que le costó caminar. Tras un duro esfuerzo, llegaron a la carretera. Morgan, corriendo atravesó el camino, pero cuando iba a pasar Vail, un camión conducía por ese carril. Vail salió corriendo a su encuentro con Morgan, mientras este rezaba por no haber sido visto por el camionero. Llegaron a un riachuelo y descansaron. Mientras, la policía se había dado cuenta de su fuga e iban tras ellos.
Al oír un helicóptero, los dos fugitivos caminaron hasta no ser encontrados, y llegaron a un aparcamiento. Robaron una camioneta y salieron hacia Nueva York. Mientras, el dueño de la camioneta y el camionero denunciaron a los dos hombres, que eran los mismos fugados de la prisión de Elmira. Al final lograron detenerlos a las afueras de Nueva York. 
Desde 2004 se aloja en una prisión penitenciaria de máxima seguridad durante 10 años, sin compañía alguna, al igual que Thimothy Morgan.

## Breakout
La exitosa serie Breakout, relata algunas de las huidas más increíbles e importantes de la historia. La fuga de Timothy Vail fue añadida a uno de sus capítulos, titulado "Por el tejado" (en inglés Throuth the roof).